# مارکوس (نقاش ارمنی سده ۱۷ میلادی)
مارکوس (ارمنی: Մարկոս) نقاش ارمنی‌تبار سده هفدهم میلادی بود.
مارکوس نقاش ارمنی فعال در اصفهان، پایتخت  ایران صفویه در قرن هفدهم بود. در یکی از نقاشی‌های او نام او به دو زبان لاتین (Marcos Fecit) و ارمنی نوشته شده است. بیش از بیست تابلوی تک پیکر دیگر روی بوم از ایران صفویه شناخته شده است، اما هیچ کدام امضا یا منسوب به هنرمندی نامبرده نیستند. اعتقاد بر این است که مارکوس یکی از بسیاری از نقاشان ارمنی است که در قرن هفدهم در اصفهان کار می کرد. یکی دیگر از هنرمندان مستند به نام میناس، شناخته شده است که قبل از اینکه در حوالی سال 1630 در اصفهان مستقر شود، نزد یک نقاش هلندی در حلب آموزش دیده و متعاقباً به نسلی از نقاشان در سبک‌های مختلف ("روغن و بدون روغن" و "کاغذ"  بوم، تخته، مس و روی دیوار) آموزش داده است. این نوع از نقاشی‌های تک پیکر صفویه با نقاشی‌های دیواری یافت شده در خانه‌های تجار جلفا نو، محله ارامنه‌نشین اصفهان مطابقت دارد. تصور می‌شود که این نقاشی‌های دیواری گروه‌های مختلف بومی که در اصفهان زندگی می‌کردند را با سبک‌های مختلف پوشش (ایرانی، ترکی، ارمنی، گرجی، هندی و اروپایی) به تصویر می‌کشند. 

## نگارخانه

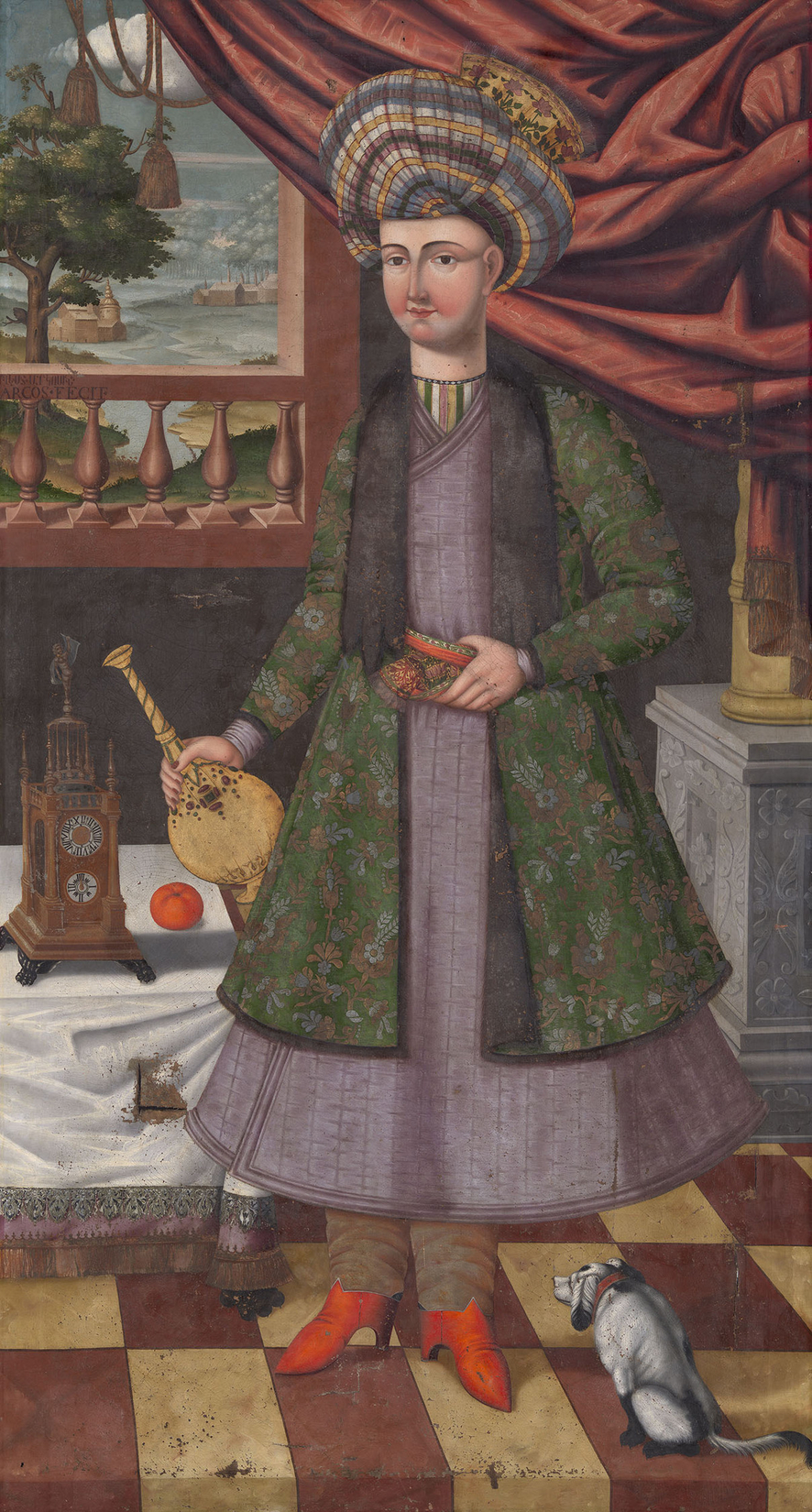
نقاشی رضا قزلباش که  در بالکن سمت چپ تصویر نام نقاش نوشته شده است.
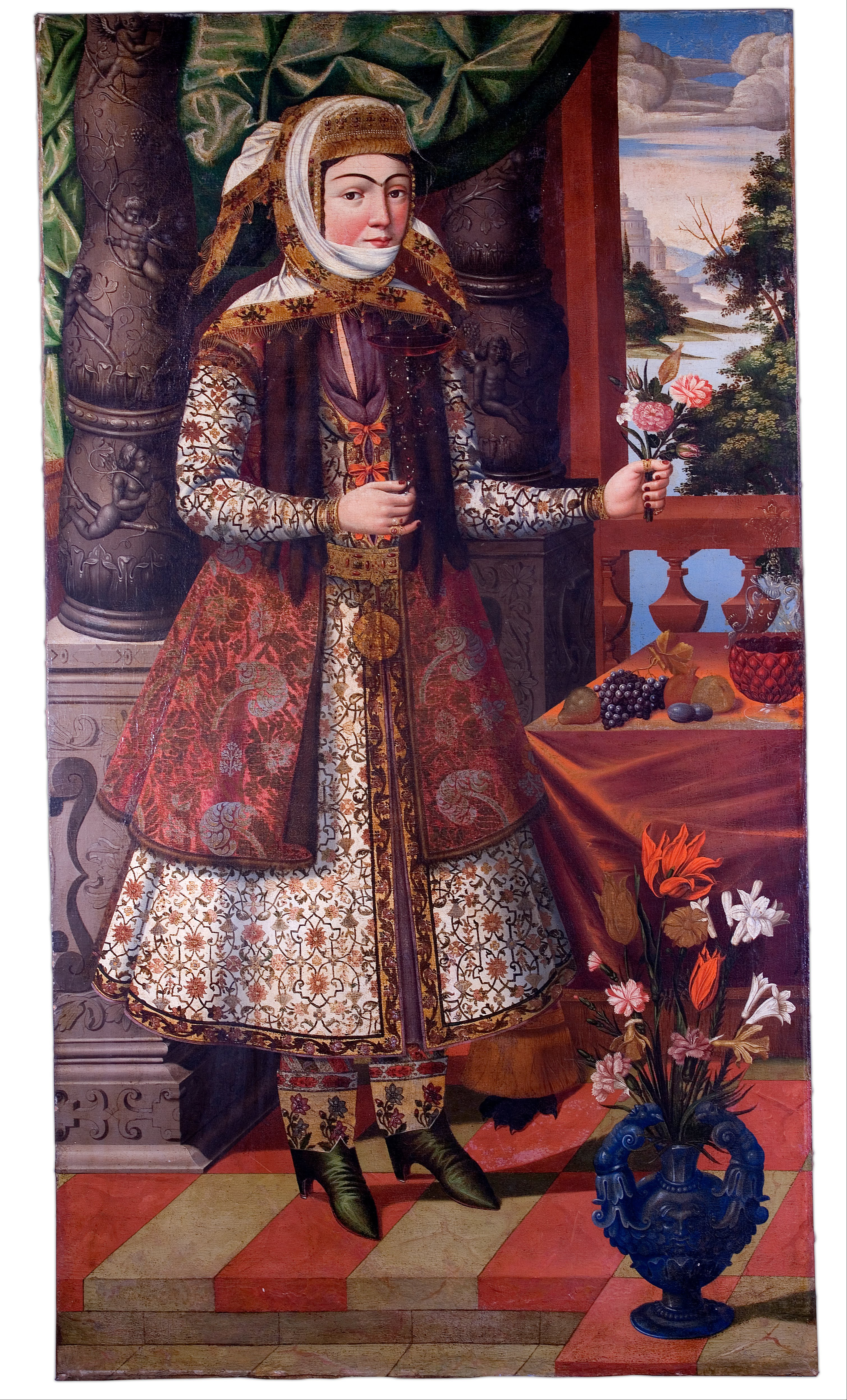
نقاشی زن ارمنی در جلفا.
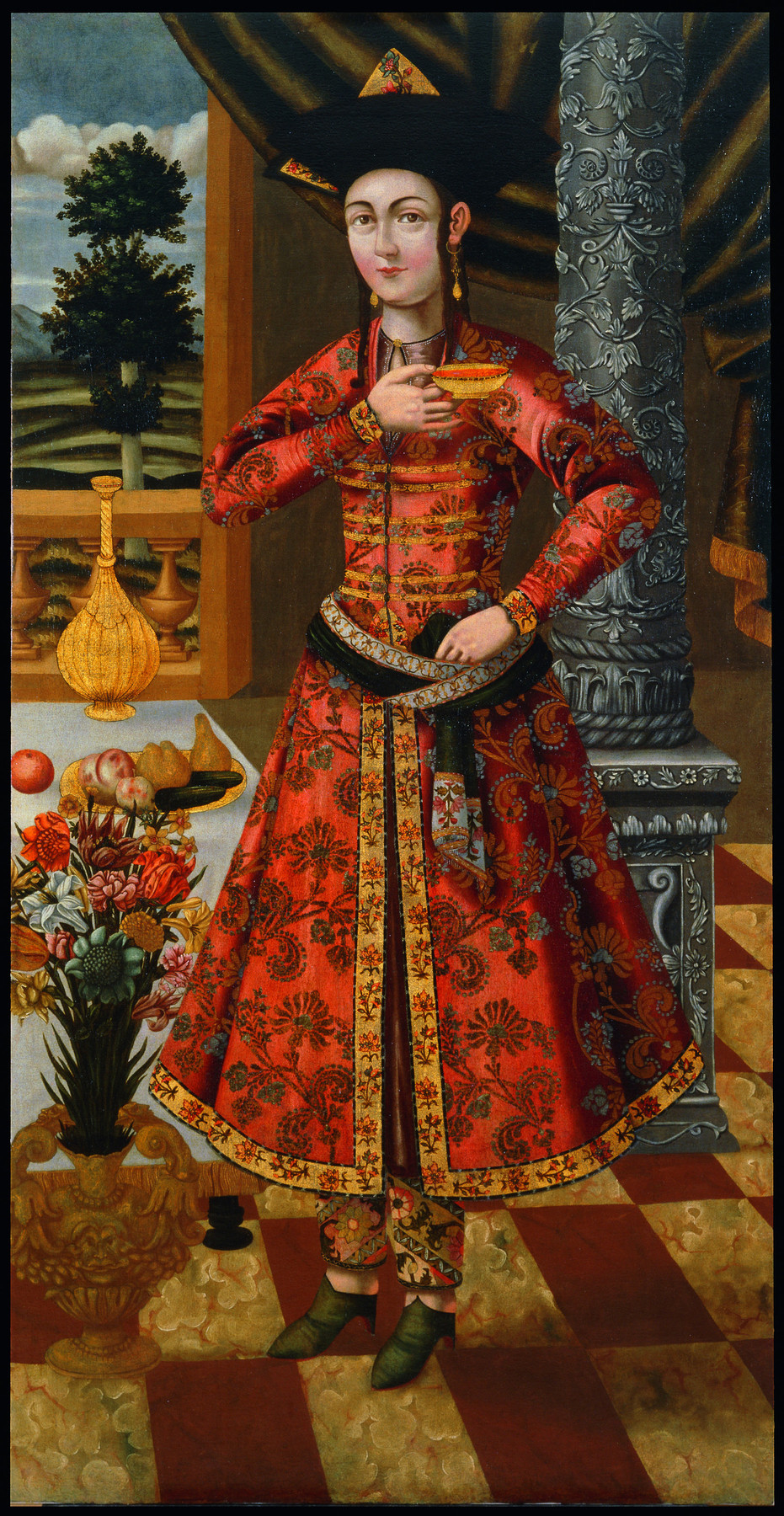
زن گرجی.